# Vicenta de Coria
Vicenta de Coria (morta cap al 424) és una personalitat llegendària, que una tradició tardana, documentada en obres historiogràfiques dels segles xvi i xvii, pretén que fos una cristiana màrtir a Coria (Càceres). És venerada com a santa per l'Església catòlica.

## Historicitat
La primera font que el cita va ser la pretesa crònica de Luci Flavi Dextre, fill de Pacià de Barcelona, que, en realitat, havia estat escrita al final del segle xvi pel jesuïta Jerónimo Román de la Higuera i publicada per primer cop en 1619. L'habilitat de la falsificació va ser que fos tinguda per molts autors com una obra autènticament antiga i escrita al segle v, per la qual cosa les seves afirmacions, la majoria sense cap fonament històric real, van passar a altres obres serioses fins al punt d'alterar greument la cronologia dels fets narrats i provocar que capítols catedralicis, consells municipals, etc., creient el que es deia, comencessin a retre culte o nomenessin patrons a sants inexistents, que van arrelar en la tradició popular. Cap a mitjan segle xvii i al segle xviii, altres autors van encarregar-se de demostrar la falsedat d'aquesta crònica i de les obres que s'hi inspiraren, però les tradicions, llegendes i culte iniciats ja havien arrelat prou i el poble va continuar considerant algunes d'aquestes històries com a autèntiques, fins a l'actualitat, tot i la seva inversemblança.

## Llegenda
Segons la llegenda, creada per tal de fer que la ciutat de Coria fos bressol d'una santa màtir, Vicenta o Vincència hauria estat una jove catòlica. Al segle v, la invasió d'Hispània pels bàrbars va fer que hi arribessin molts arrians, que perseguiren els catòlics. Vicenta era una jove solters, potser religiosa, que no va voler abjurar del catolicisme, malgrat les amenaces de mort. En negar-s'hi, fou morta pels arrians a la mateixa Coria en 424.

## Veneració
La seva festivitat se celebra el 15 de març. La història de la santa, però, és molt tardana i té un abast local i mai no ha estat reconeguda per l'Església, per la qual cosa, la santa no figura al santoral ni al Martirologi romà. En canvi, la devoció va arrelar a la ciutat i a tot Extremadura.